# 408
408 је била преступна година.

## Догађаји
- 1. мај – Умире цар Аркадије у својој палати у Цариграду, после слабе 13-годишње владавине. Наследио га је његов 7-годишњи син Теодосије II, који влада под доминацијом своје побожне хришћанске сестре Пулхерије и Антемија, који је регент.
- Лето – Цар Хонорије се жени Термантијом, другом ћерком Стилихона, његовог чувеног генерала (магистер милитум).
- Римски узурпатор Константин III оснива свој штаб у Арлу (Јужна Галија) и уздиже свог најстаријег сина Констанса у чин Цезара. Шаље га са експедиционом јединицом под Геронтијем у Хиспанију, како би угушио побуну неких чланова Теодосијевог дома, који су одани Хонорију.
- 22. август – Стилихон је оптужен за издају Хонорија и посечен је у Равени. Његов хунски телохранитељ је убијен; следе масовна убиства војника Вандала.
- Бедем Хексамилеон је изграђен. Утврђења су изграђена преко Коринтске превлаке, чувајући једини копнени пут до полуострва Пелопонез из Грчке.
- Септембар – Краљ Аларих I од Визигота прелази Јулијске Алпе са војском од 30.000 људи и маршира у средиште Римског царства. Он поставља опсаду Рима, а готски помоћници дезертирају да се придруже Алариковим снагама. Након дугог цењкања, Сенат пристаје да му плати откуп од 5.000 фунти злата, 30.000 фунти сребра, 4.000 свилених туника и 3.000 кожа обојених у гримиз.
- Аларих такође захтева и добија слободу 30.000 људи који су били поробљени у Риму.
- Хуни под Улдином прелазе доњи Дунав и нападају Источно римско царство, палећи пограничне утврде и преузимајући контролу над Кастра Мартисом (модерна Бугарска). Римљани преговарају о миру, али Улдин захтева превисоки златни данак у замену за своје повлачење. Овај захтев је одбијен и Антемије тера Хуне назад преко Дунава.
- Атила (2 године) је послат као дете талац на двор у Риму, а заузврат Римљани шаљу Флавија Аеција Хунима.
- Персијски краљ Издигерд I одржава срдачне односе са Римским царством. Постаје извршилац Аркадијевог тестамента и поверена му је брига о младом Теодосију II до његовог пунолетства.
- Аларик I тражи од Рима данак који укључује 3.000 фунти бибера. Зачин је цењен због наводних лековитих својстава и због прикривања кварења у месу које је прошло свој врхунац.

## Смрти
- 1. мај – Аркадије, римски цар
- 4. мај – Венерије, епископ милански и светитељ
- 22. август – Стилихон, римски генерал